# 三小田昭光
三小田 昭光（さんこだ あきみつ、1950年8月19日 - ）は、福岡県出身の競艇選手。登録番号2386。身長165cm。血液型B型。29期。福岡支部所属。同期に陶山優公、柴田哲男、林貢らがいる。通算優勝28回（通算優出136回、2009年12月25日現在）。

## 来歴
- 1970年、デビュー。
- 1975年2月、多摩川競艇場で初優勝（初優出）。
- 2003年4月15日、尼崎競艇場での「G1第4回競艇名人戦競走」に初出場。
- 2009年12月25日、大村競艇場での「日本財団会長杯クリスマス男女W優勝戦」3日目3Rで通算1500勝達成。